# Кујавија
Кујавија (лат. Cuiavia, пољ. Kujawy — Кујави) је историјска област у средњој Пољској, које се налази на левој обали Висле, као и источно од реке Нотеч и језера Гопло. Дели се у три традиционална дела: североисточни (са средиштем у Бидгошчу, који се етногеографски често не сматра делом Кујавије), централни (са средиштем у Иновроцлаву или Крушвици), и југоисточни (са средишем у Влоцлавеку или Бжешћу Кујавском).